# امانوئل در ییلاق
امانوئل در ییلاق (انگلیسی: Emanuelle in the Country) با نام اصلی خبرچین شهرداری، عملاً جاسوس است (ایتالیایی: Messo comunale praticamente spione) یک فیلم کمدی سکسی سبک ایتالیایی به کارگردانی ماریو بیانکی است که در سال ۱۹۸۲ شد.

## گزیدهٔ بازیگران
- لورا خمسر
- فمی بنوسی
- گابریله تینتی
- آلدو سامبرل
- مارک شانون
- نینو ترتسو
- آلدو رالی